# Willem De Vreese
Willem Lodewijk De Vreese (Gent, 18 januari 1869 - Voorschoten, 10 januari 1938) was een Belgisch hoogleraar aan de universiteit van Gent, activist, collaborateur met de bezetter tijdens de Eerste Wereldoorlog en bibliothecaris in Rotterdam.

## Levensloop
De Vreese, zoon van een kleermaker, volgde lager onderwijs in een Gentse gemeenteschool en volbracht zijn humaniora aan het koninklijk atheneum in Gent. In 1885 stichtte hij mee het 'taalminnende genootschap' De Heremans Zonen. In 1887 begon hij aan universitaire studies en in 1897 promoveerde hij tot doctor in de Germaanse filologie met een proefschrift over Jan van Boendale (1280-1351).
Zijn eerste betrekking bracht hem naar Leiden, waar hij redacteur werd van het Woordenboek der Nederlandsche Taal.
In 1895 keerde hij terug naar Gent en werd aan de universiteit benoemd tot docent en bibliothecaris. In 1911 werd hij gewoon hoogleraar. Hij was ook vanaf 1907 docent in het Nederlands aan de Gentse Handelshogeschool. In 1912 werd hij hoofd van de Gentse universiteitsbibliotheek.
Hij werkte ondertussen aan zijn levenswerk, het Bibliotheca Neerlandica Manuscripta, dat alle bekende bronnen van het Middelnederlands wilde samenbrengen en bestuderen. Alle oude handschriften werden opgespoord, beschreven en zouden worden gepubliceerd, tot en met de teksten die al in wiegendruk waren gepubliceerd, dus tot 1500. In 1935 had De Vreese vijftienduizend teksten verzameld. Het door hem verzamelde materiaal werd na zijn dood verworven door de Universiteitsbibliotheek van Leiden. De correspondentie van Willem De Vreese is ook digitaal beschikbaar via Digital Collections.
De Koninklijke Vlaamsche Academie voor Taal- en Letterkunde had in 1892 een prijsvraag uitgeschreven over de 'Klank- en vormleer in de werken van Jan van Ruusbroec' en de inzending van De Vreese werd in 1894 bekroond. Hij publiceerde in 1899 Gallicismen in het Zuid-Nederlandsch, proeve van taalzuivering, en in het vervolg hiervan werd De Vreese bijzonder actief in het bevorderen van het zuiver Nederlands, van de algemeen beschaafde omgangstaal tegen de taalparticularismen en van de taaleenheid tussen noord en zuid.
Vanaf 1911 trad hij naar buiten als voorstander van een Nederlandstalige universiteit in Gent. Hij hield hierover in de aula van de universiteit een redevoering, in het bijzijn van de minister van kunsten en wetenschappen Prosper Poullet. Hij sprak zich tevens uit voor een Heel-Nederlandse staatsstructuur.

## De oorlog
Onder de Duitse bezetting behoorde De Vreese tot de radicale Vlaamsgezinden, die samenwerking met de bezetter niet ongenegen waren. Hij werd een van de leiders van de Jong-Vlaamsche Beweging. Toen in 1916 onder Duits gezag de Flamenpolitik meebracht dat de Gentse universiteit volledig werd vernederlandst, behoorde De Vreese tot de kleine minderheid onder de professoren die verder bleef doceren.
Hij stapte volledig in de collaboratie door lid te worden van de Raad van Vlaanderen en werd in maart 1918 voorzitter van de 'Tweede Raad'. In december 1917 werd hij hoofdbibliothecaris van de Koninklijke Bibliotheek in Brussel, naast zijn hoogleraarschap in Gent.
Na de Wapenstilstand vluchtte De Vreese met zijn groot gezin naar Nederland. In november 1918 werd hij uit zijn ambten ontzet en in 1920 bij verstek ter dood veroordeeld. Na verkregen amnestie keerde hij af en toe naar België terug.

## In Nederland

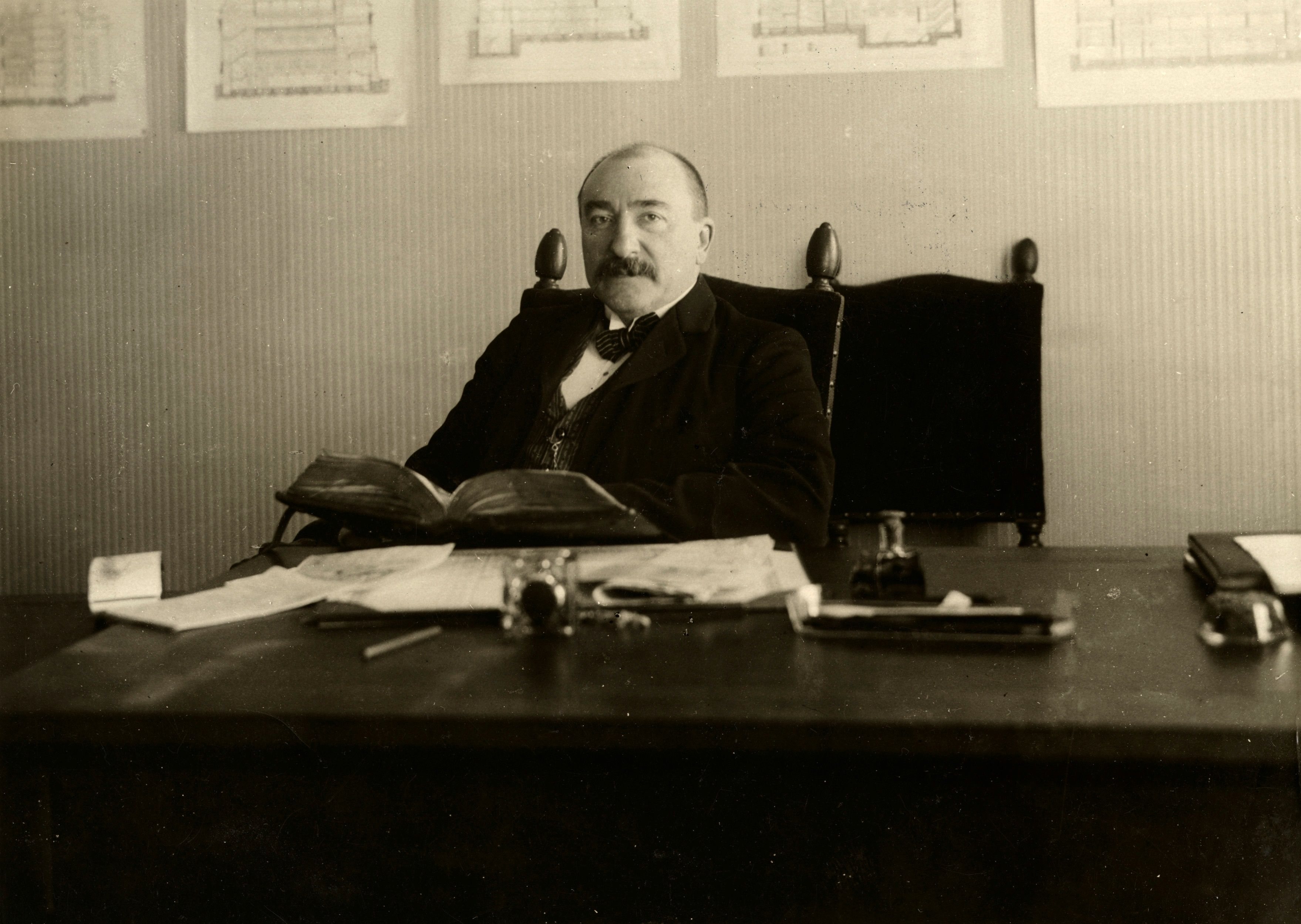
De Vreese in Rotterdam (ca. 1920)

Op 1 augustus 1919 werd De Vreese directeur van de Rotterdamse gemeentebibliotheek. Hij zette zich in om de bibliotheek zowel op hoger wetenschappelijk peil te brengen (onder meer door uitbreiding van de verzameling Erasmiana) als om de boeken voor een breed publiek (zoals bvb. cowboy-romans) talrijker in de uitleenbibliotheek ter beschikking te stellen.
De Vreese vestigde zich in 1934 in Voorschoten, waar hij zich voornam, na zijn pensionering, zijn studiewerk verder te zetten. Zo ondernam hij een omvangrijke studie over het Gruuthusehandschrift, dat hij echter niet tot een goed einde kon brengen, maar dat nuttig zou blijken voor latere auteurs over dit uitzonderlijk werk.
Hij werd in augustus 1935 geopereerd en herstelde nooit helemaal. Hij bleef wel helder van geest doorwerken tot aan zijn overlijden in 1938. De Vreese werd begraven op Begraafplaats Rhijnhof. In hetzelfde graf ligt sinds 1963 zijn weduwe en sinds 2002 hun dochter.

## Lidmaatschappen
De Vreese was
- lid van de Maatschappij der Nederlandsche Letterkunde (1893).
- lid van de Koninklijke Vlaamse Academie voor Taal- en Letterkunde, in 1896 als briefwisselend lid, in 1902 als werkend lid, in 1907 als onderbestuurder en in 1908 als bestuurder. In 1919 werd hij als lid geschrapt.
- lid van de Kommission für des Gesamtcatalog der Wiegendrucke (Berlijn).
- erelid van de Deutsche Akademie (München).
- doctor honoris causa van de Universiteit Groningen (1914).

## Publicaties
- Gallicismen in het Zuid-Nederlandsch, proeve van taalzuivering, 1899.
- De handschriften van Jan van Ruusbroec's Werken, 1900-1902.
- Over Middelnederlandsche handschriftkunde, in verband met Taal- en letterkunde, in: Tijdschrift Taal en Letterkunde, 1900.
- Sint Augustinus in het Middelnederlandsch. Uit de Bibliotheca Neerlandica Manuscripta, 1930.
- De verstrooiing onzer handschriften en oude boeken over den aardbodem, 1931.
- Paradox over den grooten nood der Nederlandsche philologie, 1932.
- De Simonia ad Beguttas. De Middelnederlandse tekst opnieuw uitgegeven met inleiding en aantekeningen door Willem de Vreese, 1940.
- Dyalogus of twisprake tusschen den wisen coninck Salomon ende Marcolphus. Naar de Antwerpse druk van Henrick Eckert van Homberch in 1501. Uitgave door Willem De Vreese en Jan de Vries, 1941.
- Over handschriften en handschriftenkunde. Tien codicologische studiën. Bijeengebracht, ingeleid en toegelicht door P.J.H. Vermeeren, 1962. Digitale versie